# نيكولاس ليفاس
نيكولاس ليفاس (بالإنجليزية: Nicholas Livas)‏ مواليد 27 أبريل 1987 في كاري، هو لاعب كرة سلة أمريكي. بدأ مسيرته الاحترافية في سنة 2009. يبلغ طوله 6 قدم 6 بوصة (2.0 م). لعب مع غلاسكو روكز في دوري كرة السلة البريطاني وبي جي غوتنغن في الدوري الألماني لكرة السلة.

## روابط خارجية
- نيكولاس ليفاس على موقع كرة السلة الأوروبية.كوم (الإنجليزية)
- نيكولاس ليفاس على موقع ريلجم (الإنجليزية)
- نيكولاس ليفاس على موقع بروبوليرز (الإنجليزية)